# ایوو پریشین
ایوو پریشین (انگلیسی: Ivo Perišin؛ ۴ ژوئیهٔ ۱۹۲۵ – ۳۰ اکتبر ۲۰۰۸) یک اقتصاددان، سیاست‌مدار و استاد دانشگاه اهل کرواسی بود.